# Philosophe en méditation
Le Philosophe en méditation, dit aujourd'hui Philosophe en contemplation, est un tableau conservé au musée du Louvre peint par le maître néerlandais Rembrandt (Leyde 1606-Amsterdam 1669) et datant de 1632.
Philosophe en méditation (Bredius 431) est le titre traditionnel mais apocryphe du tableau. Comme le suggère la première source connue, un catalogue de vente de 1738, le sujet d'origine est vraisemblablement « Tobie et Anne attendant le retour de leur fils » (cf. section Le sujet ci-après). Le panneau est signé « RHL-van Rijn » et daté 1632, donc à l’époque où l’artiste quitte sa Leyde natale pour s’installer à Amsterdam. Le tableau fait son apparition sur le marché de l'art parisien vers le milieu du XVIIIe siècle et fait le tour des grandes collections aristocratiques (dont celles du duc de Choiseul et du comte de Vence) avant d’être acquis pour les collections royales en 1784 et entrer au palais du Louvre. Le sujet « philosophique » supposé, le traitement finement gradé du clair-obscur et la conception magistrale de la composition furent toujours appréciés et le tableau est évoqué dans les écrits de nombreuses grandes figures littéraires des XIXe et XXe siècles, dont George Sand, Théophile Gautier, Jules Michelet, Marcel Proust, Paul Valéry, Gaston Bachelard, Paul Claudel, Aldous Huxley et Charles-Ferdinand Ramuz.

## Description
Peint sur un panneau de chêne mesurant 28 × 34 cm, ce tableau représente en perspective légèrement accélérée deux figures dans un intérieur partiellement voûté que domine un escalier en colimaçon représenté en une volée. Le peintre compose l’architectonique de cet espace en nous montrant, comme matériaux, de la pierre (dallage), des briques et du bois, ainsi que des éléments tels des arches (fenêtre, voûtain, portes) qui donnent à l'ensemble une impression de monumentalité. Sur la gauche, en pleine lumière, on voit la figure d’un vieillard assis à une table devant une fenêtre, la tête baissée et les mains jointes. La deuxième figure se trouve dans l'obscurité du coin inférieur droit et représente une femme en train d’attiser le feu dans un âtre. Une troisième figure, également de femme, debout dans l'escalier est visible dans les reproductions gravées de ce tableau aux XVIIIe et XIXe siècles mais invisible dans le tableau dans son état actuel (il y a un embu à cet endroit). En effet le tableau aujourd'hui présente un aspect très obscur dû à l'opacification des vernis.

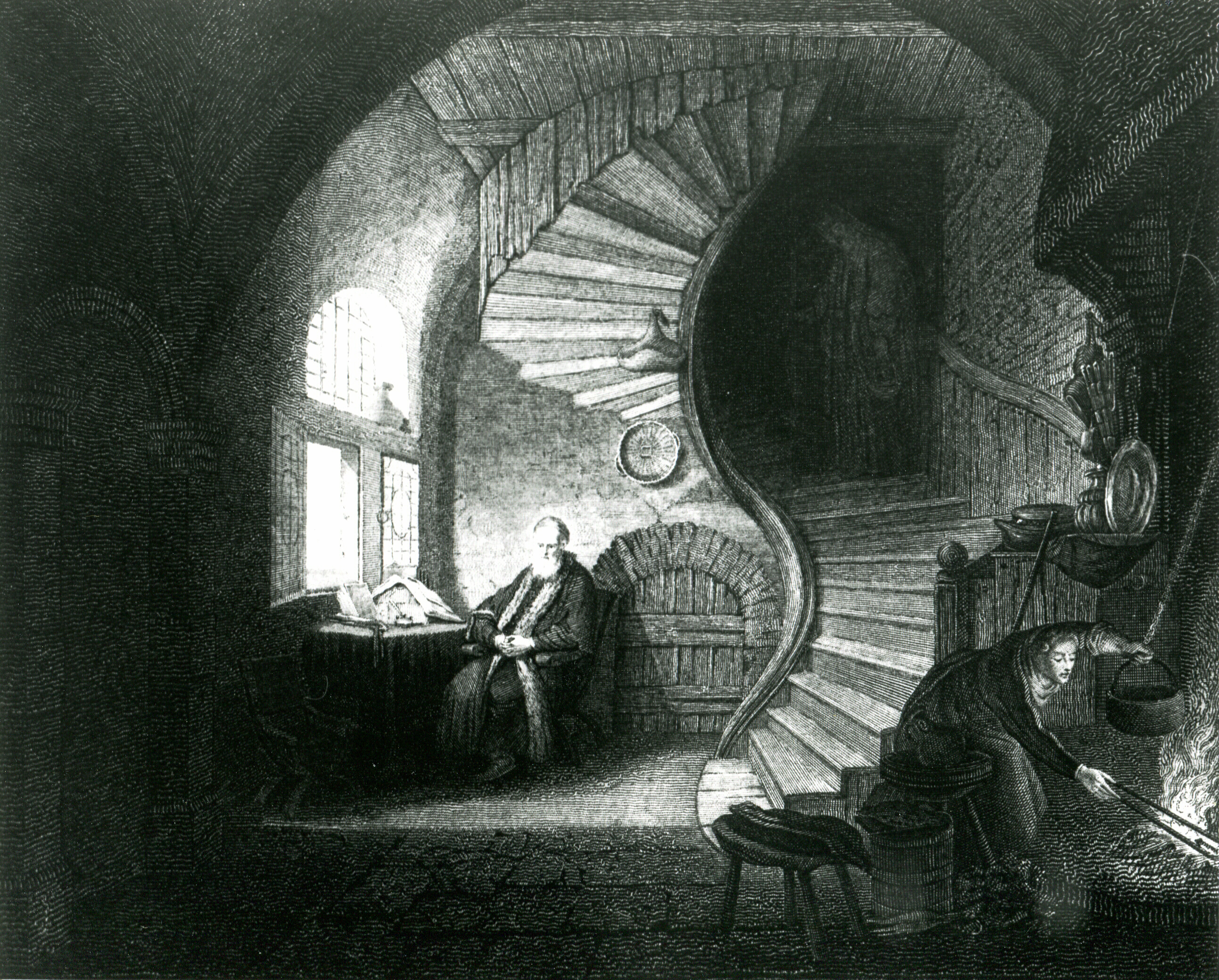
Reproduction gravée par Devilliers l'aîné d'après le Philosophe en méditation de Rembrandt (1814).

## La signature
Le panneau est signé « RHL-van Rijn 163(*) » en bas et un peu à gauche du centre, presque à l'aplomb de la figure de vieillard. La signature a été tracée au pinceau fin en pigment clair sur fond obscur et est effectivement difficile à observer, voire impossible à reproduire en photographie. Le dernier chiffre est écrasé, mais sa taille, forme et son placement suggèrent soit un « 0 », un « 1 » ou un « 2 ». Le type de signature - le monogramme RHL plus le patronyme « van Rijn » - indique la date de 1632, car le maître n'utilise cette signature qu'au cours de cette même année. Cela ne veut pas dire que le tableau ait forcément été peint en 1632 ou même à Amsterdam, où Rembrandt s'installe en cette année : il clôt vraisemblablement sa période leydoise. La forme de cette signature étant rare et associée à une année précise, son caractère autographe peut être considéré comme probable.

## Provenance
Un examen attentif de la provenance connue nous aidera à comprendre comment une scène de domesticité biblique est devenue une image de méditation philosophique. Dans ce processus, le prétendu pendant (voir ci-dessous), compagnon de ce tableau durant deux siècles et également attribué à Rembrandt, a joué un rôle déterminant. Dans les inventaires néerlandais du XVIIe siècle, les mentions sommaires d'un "Escalier tournant avec vieillard assis" peuvent s'appliquer à n'importe lequel des deux panneaux. Ainsi la première référence au tableau sans ambiguïté se trouve dans le catalogue de vente de la collection du comte de Fraula à Bruxelles en 1738. Le catalogue donne les dimensions exactes du panneau et cette description : Une Ordonnance avec Tobie & un escalier tournant, par Rimbrant.
Le tableau est acheté par Jacques de Roore, un courtier agissant pour le compte de Willem Lormier, collectionneur et marchand d'art à La Haye. Le 27 juin 1748, Lormier vend le panneau pour 525 florins au collectionneur français Marc-René Voyer, marquis d'Argenson. Sur la liste manuscrite des 17 tableaux qu'il vend à Voyer à cette occasion, Lormier décrit le sujet comme Mannetje en wenteltrap (Vieillard et escalier tournant). L'oubli du sujet de Tobie cité dans le catalogue de Fraula s'expliquerait par le fait que Lormier n'a pas assisté à la vente et qu'il n'en possédait pas le catalogue.
Voyer serait ainsi à l'origine de la vocation philosophique du vieillard, inspiré sans doute par le pendant présumé qu'il possédait également et qui représente clairement un savant à l'étude. Vers 1750. il rédige une note qui identifie les figures comme étant des "philosophes". De nos jours ce pendant imaginaire porte le titre de Philosophe au livre ouvert et est attribué à Salomon Koninck. Jusqu'en 1982, les deux tableaux étaient supposés avoir eu la même provenance depuis au moins 1734, mais cette hypothèse a été remise en question par le Rembrandt Research Project. Korthals Altes affirme que Voyer possédait déjà le Koninck quand il a acquis le Rembrandt, mais sans étayer sa supposition. En fait, nous ne savons rien de la provenance antérieure du Koninck, ni lequel des deux tableaux Voyer aurait acquis en premier.. Croyant que c'était le Rembrandt, Anne Leclair note : "À une date inconnue, Voyer acheta un deuxième Philosophe qu'il jugea assez proche par le style et la taille pour en faire un pendant". Dans des notes vantant le mérite de ses "pendants" rédigées vers 1750, Voyer fait remarquer que le "hasard" les a rassemblés.
Malgré son éloge des deux chefs-d’œuvre, qu'il dit "uniques", dès 1752 Voyer les vend à son ami Claude-Alexandre de Villeneuve, comte de Vence. Celui-ci les fait reproduire pour son catalogue par Louis Surugue affublés des titres de Philosophe en méditation (Koninck) et de Philosophe en contemplation (Rembrandt). On notera que le graveur a reproduit le Koninck d'abord, l'exposant au Salon de 1753, tandis qu'il n'a reproduit le Rembrandt que l'année suivante pour ne l'exposer qu'au Salon de 1755. C'était le début d'une longue série de reproductions gravées, en France et en Grande-Bretagne, qui répandirent la renommée des deux Philosophes tout en profitant de la vogue des pendants en gravure.
Le comte de Vence décède en 1760, laissant un testament qui donne à Voyer le droit de choisir deux tableaux de sa collection. Au lieu de choisir les deux Philosophes, Voyer ne jette son dévolu que sur le Philosophe en contemplation (Rembrandt), séparant ainsi le couple qu'il avait lui-même réuni. À la vente de la collection du comte de Vence en 1761, le Philosophe en méditation (Koninck) est acquis pour 2,999 livres par un parent du défunt, le marquis de Vence, qui le revend à ce même prix au duc de Choiseul, alors Secrétaire d'État à la Marine et à la Guerre. Voulant s'attirer les bonnes grâces de l'influent duc de Choiseul, Voyer offre de lui céder son précieux Rembrandt afin qu'il puisse jouir de la possession des deux Philosophes. Pour la somme de 3,000 livres, les deux panneaux sont réunis en 1762, et ne seront séparés qu'en 1955.

Les "Philosophes" poursuivent leur carrière de chefs-d'œuvre à Paris, changeant souvent de mains : Randon de Boisset en 1772 (14,000 livres), Millon d'Ailly en 1777 (10,900 livres), qui les revend au comte de Vaudreuil. Ils atteignent le sommet de leur gloire en 1784, quand ils sont acquis par Alexandre Joseph Paillet pour la collection de Louis XVI (13,000 livres) et entrent par la suite au Palais du Louvre.

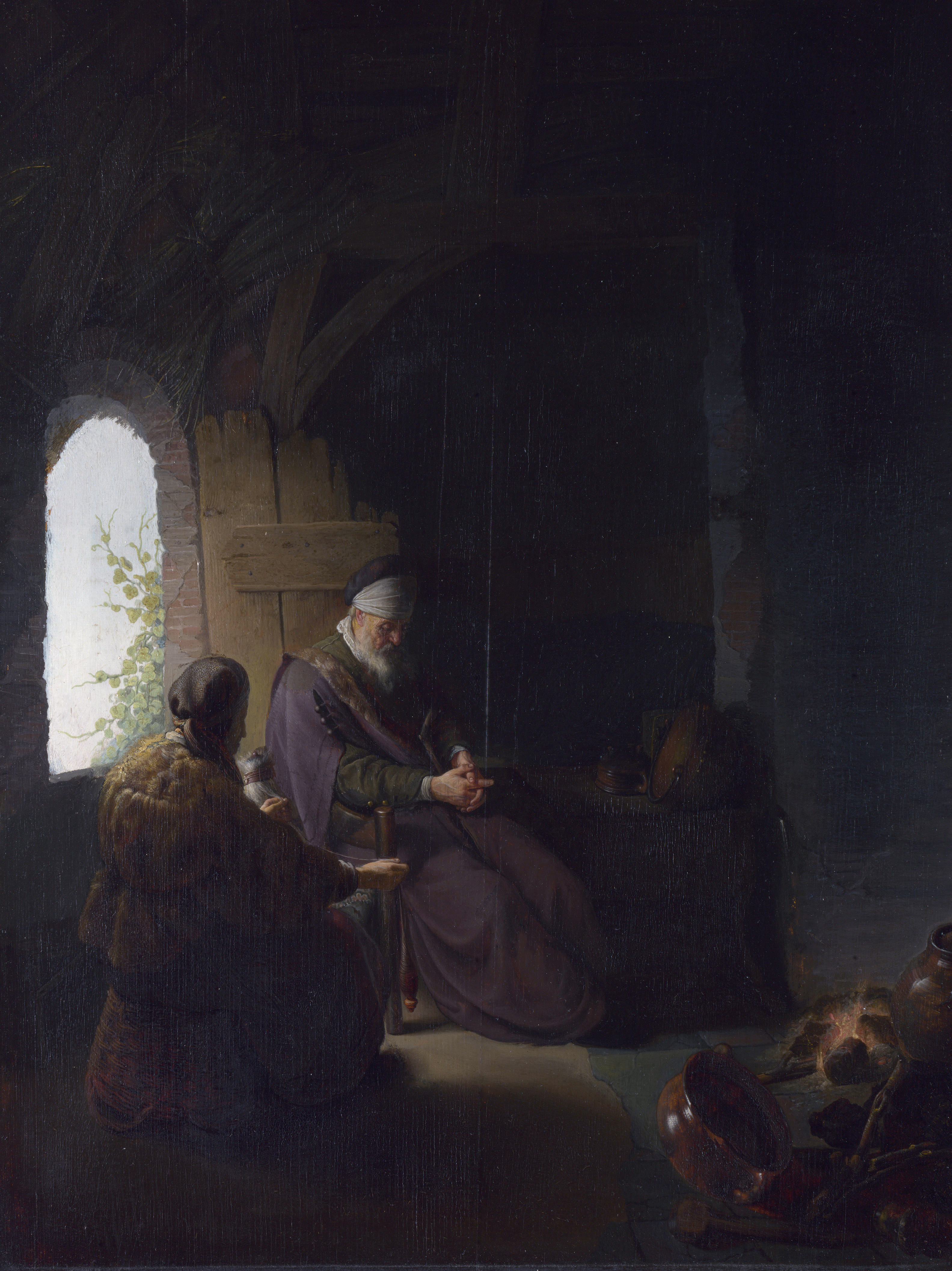
Tobie et Anne de Rembrandt et Dou (1630).

## Le sujet
Alors que le titre traditionnel de Philosophe en méditation a été pour beaucoup dans la popularité de ce tableau, il n’est pas justifiable du point de vue iconographique. On ne voit dans le tableau aucun des attributs de l’étude savante ou philosophique, tels que livres, globe terrestre, instruments scientifiques, etc. La présence d’au moins un deuxième personnage, de plus occupé à une tâche domestique, s’accommode mal avec la solitude associée à l’étude et à la méditation. Alors que l’on peut deviner un volume et une plume dans son encrier sur la table du vieillard, l’exécution de ces détails est trop brute pour permettre une identification plus précise : la présence d’une Bible ne suffirait pas pour faire du vieillard un érudit ou un philosophe. Par contre on connaît des représentations d'Anne lisant la Bible à son mari aveugle, Tobie. Un escalier — en spirale ou non — n’était pas un attribut de la philosophie dans la première moitié du XVIIe siècle hollandais. Tout cela vaut aussi pour une identification de la figure principale comme alchimiste, un sujet qui entraînerait la présence d’autres figurants (par ex. un assistant devant un fourneau). Les objets représentés évoquent un intérieur domestique, alors que l’architecture fantaisiste désigne un sujet d’histoire plutôt que de genre.
L’historien d’art Jean-Marie Clarke est de l’avis que l'artiste a trouvé son inspiration pour la scène dans le livre apocryphe de Tobie, une des sources préférées de Rembrandt dans l’Ancien Testament. Le seul obstacle à une identification sûre dans ce sens est le fait qu’à part les deux figures principales — Tobie aveugle et sa femme Anne — il manque un attribut typique, surtout le rouet d’Anne. Néanmoins, cela n’empêche pas de supposer que le tableau représente Tobie et Anne attendant le retour de leur fils, Tobie, une scène que Rembrandt avait représentée dans une autre version en 1630. Cette interprétation trouve appui dans un catalogue de vente du XVIIIe siècle identifiant un tableau de Rembrandt ayant les mêmes dimensions comme une « Composition avec Tobie et un escalier en colimaçon ». Les mentions dans des documents plus anciens d’un « escalier en colimaçon avec un vieillard assis sur une chaise » (1673) ou d'un « escalier en colimaçon » (1687) attribués à Rembrandt pourraient tout aussi bien se rapporter à son ancien pendant, aujourd'hui attribué à Salomon Koninck.
Le musée du Louvre a retenu le titre traditionnel Philosophe en méditation alors que des catalogues de l’œuvre peint de Rembrandt dès Bredius (1935) identifient le sujet comme étant un « érudit dans un intérieur avec escalier en colimaçon » (trad.).

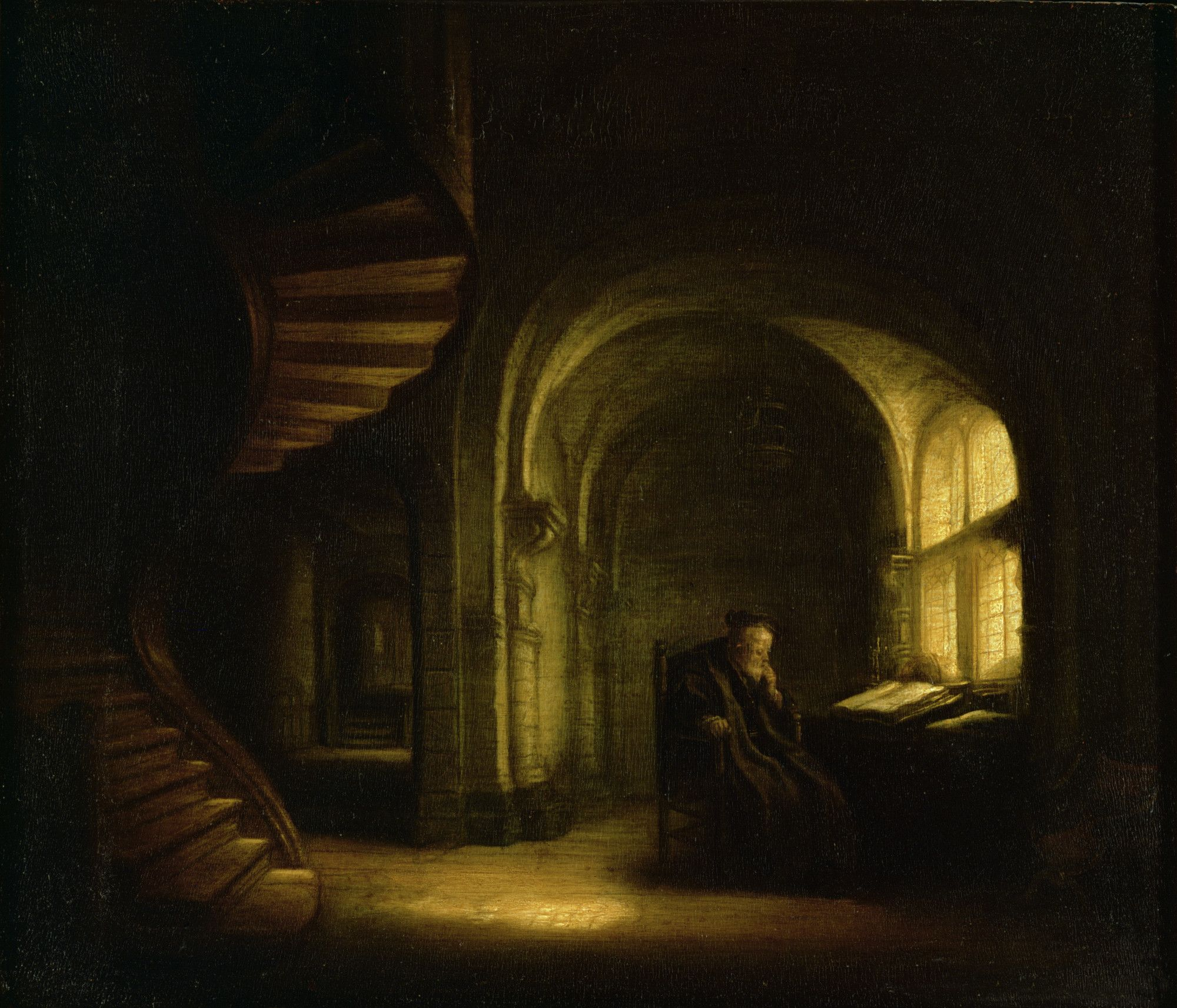
Philosophe au livre ouvert de Salomon Koninck (vers 1645).

## L'ancien pendant:Philosophe au livre ouvert
L'interprétation erronée du Philosophe en méditation s'explique surtout par le fait que ce tableau a été vendu et exposé dès le milieu du XVIIIe siècle avec un pendant sur panneau de chêne ayant les mêmes dimensions (28 × 33,5 cm) et représentant certains des mêmes motifs, dont l'escalier en spirale. Les deux tableaux étaient attribués à Rembrandt et collectionnés ensemble, avec, au fil des années, des titres plus ou moins interchangeables, Philosophe en méditation ou Philosophe en contemplation, quand on ne les appelait pas tout simplement les Philosophes. C'est le pendant qui a été reproduit le premier en gravure (1753) et donné le titre de Philosophe en méditation, sans doute par le graveur, Louis Surugue, père. Le tableau de Rembrandt a été gravé en 1755 par ce même graveur et intitulé Philosophe en contemplation.
Le pendant en question montre — à part l'escalier en spirale — un vieillard dans un intérieur voûté assis à une fenêtre, devant une table sur laquelle se trouvent des tomes, un globe terrestre et un crucifix. Ces objets, ainsi que la solitude du vieillard, font de lui un meilleur candidat pour la méditation philosophique que le vieillard du Philosophe en méditation de nos jours. Malgré les différences évidentes de conception et d'exécution, l'attribution du pendant à Rembrandt n'a pas été mise en échec jusqu'au milieu des années 1950. Une exception majeure est l'historien d'art américain John C. Van Dyke qui dans son catalogue de 1923 réduit l'œuvre peint de Rembrandt à moins de cinquante tableaux et ne retient pas les Philosophes du Louvre : « Des petits tableaux sur lesquels on a beaucoup ergoté autrefois sans qu'il en soit sorti grand-chose. Ces tableaux ne sont pas remarquables» Anne Leclair a publié un commentaire de leur premier collectionneur français, Marc-René de Voyer, marquis d'Argenson, qui, lui, parlait des deux tableaux comme ayant été réunis par « le hasard ».
En 1955, des examens aux rayons X et à l'infrarouge effectués par le Laboratoire du Louvre révèlent des différences notoires de traitement et entraînent le déclassement définitif du tableau. Jacques Foucart (1982), conservateur des écoles flamandes et hollandaises au Louvre, avec Horst Gerson (1968) et Werner Sumowski (1983), attribuent ce tableau à Salomon Koninck (1609–1656), un suiveur de Rembrandt, le datant vers 1645 et lui donnant le titre Philosophe en contemplation ou Philosophe au livre ouvert. Mais c'est en fin de compte à John C. Van Dyke que revient l'honneur de cette nouvelle attribution, car il écrivait déjà en 1923 : « En fait, on pourrait pousser l'hérésie jusqu'à croire qu'ils aient pu être peints par Koninck ou Dou ».
Le sujet manifeste et certains motifs du tableau de Koninck semblent avoir été tirés directement d'une gravure de Rembrandt datée 1642 et représentant « Saint Jérôme dans sa cellule » (Bartsch, 105). Avec le Philosophe en méditation, c'est la seule œuvre connue de Rembrandt représentant un escalier en spirale d'une volée. C'est d'ailleurs l'iconographie traditionnelle des docteurs de l'Église et de Saint Jérôme en particulier qui ont fourni les attributs des érudits, théologiens, etc., dans leurs cabinets de travail au XVIIe siècle néerlandais. Cette gravure suffit pour expliquer la genèse du tableau de Koninck : il n'y a pas lieu de supposer qu'il ait vu le tableau de 1632 et voulu le « compléter » par un pendant. Mais cela n'explique pas les dimensions quasi-identiques des deux panneaux : est-ce le produit du hasard (formats standards dans le commerce) ou d'une intention ?

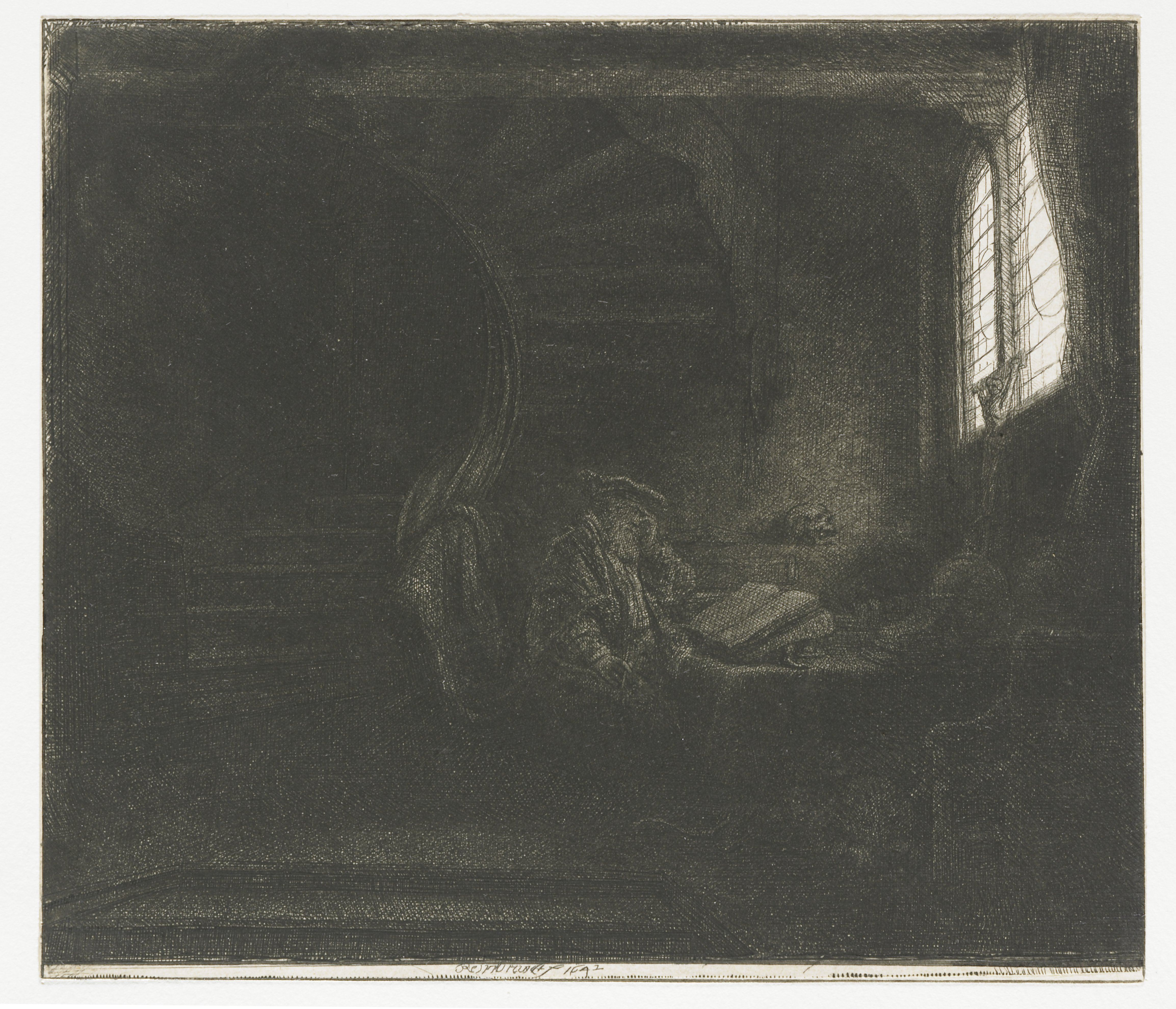
Saint Jérôme dans sa cellule de Rembrandt (1642).

## Le Rembrandt Research Project: désattribution puis réattribution
Dans le deuxième tome du Corpus of Rembrandt Paintings (1986), qui traite les années 1631-1634, le Rembrandt Research Project (RRP) rejette catégoriquement l'attribution à Rembrandt du Philosophe en méditation. Jusque-là cette attribution n'avait été mise en doute que par l'« hérétique » John C. Van Dyke et sinon acceptée unanimement par les historiens d'art. Le RRP n'introduit aucun élément objectif ou document nouveau, mais fonde son jugement sur une hypothèse des « habitudes » de Rembrandt, une appréciation des qualités stylistiques du tableau et la difficulté de faire entrer celui-ci dans la production du maître en 1632 ou plus tard dans cette même décennie. Le RRP ne propose aucune hypothèse sur la paternité de ce tableau mais le relègue au « cercle immédiat de Rembrandt, voire son atelier ». Ce jugement a été analysé et critiqué dans la Revue du Louvre par Jean-Marie Clarke, qui maintient l'attribution traditionnelle à Rembrandt, qui signale que le RRP aurait pu avoir un intérêt tout particulier à déclasser ce tableau : « Vers la fin du XVIIIe siècle ce tableau jouit d'une grande réputation en France sous le titre de Philosophe en contemplation et contribue de manière injustifiée à déterminer l'image de l'art de Rembrandt ».
Cette désattribution n'a pas été reprise par le musée du Louvre ou par d'autres experts, et le RRP dans sa nouvelle mouture a pris une position plus modérée depuis lors. Dans le 5e tome du Corpus (2011), qui traite des « petits tableaux d'histoire », le nouveau directeur, Ernst van de Wetering, a classé le tableau parmi les « réattributions ». Dans le tome 6, le tableau apparaît sous le no 86 avec comme titre « Interior with a window and a winding staircase » et la précision « a study in Kamerlicht ». Pour une "étude", ce tableau est d'une exécution très fine et porte même une signature.

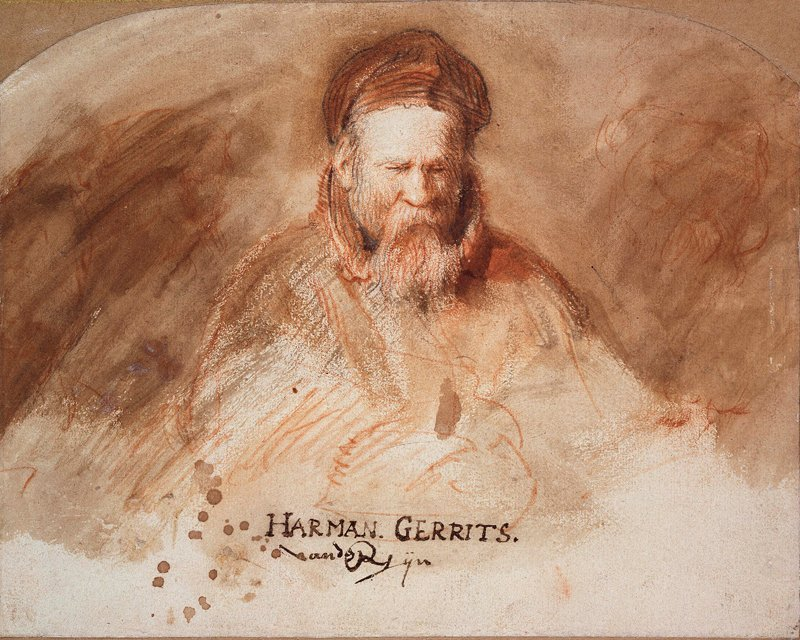
Père de Rembrandt, vers 1630.

## Doutes sur le sujet
En 1738, le tableau apparaît dans le catalogue de la vente Fraula avec cette déscription sommaire : "Ordonnance avec Tobie et un escalier tournant". En 1748, Willem Lormier, le marchand qui l'avait acquis le mentionne dans ses comptes comme représentant un "Vieillard et escalier tournant (wenteltrap)". La lecture philosophique du sujet ne commence donc qu'avec la mise en pendant effectuée vers 1750 par Marc-René de Voyer (voir plus haut, "l'ancien pendant"). À leur acquistion pour le Roi en 1784, ils sont inventoriés ainsi : "Un vieilllard méditant, une vieille femme attisant le feu dans un coin du tableau" et "Autre vieillard, son pendant". En 1805, le bibliothécaire Simon-Célestin Croze-Magnan écrit : "Mais, dira-t-on, pourquoi donner à ce tableau le nom de Philosophe en contemplation ? Il y a tout lieu de croire que ce n'est pas son auteur qui l'a intitulé de la sorte : il aurait fait lui-même la critique de son ouvrage. On peut plutôt présumer que ce beau titre lui a été décerné par les faiseurs de catalogues et les marchands, qui croient donner un relief de plus aux ouvrages des maîtres en les décorant d'un titre pompeux et imposant".
Une telle lucidité ne se reverra pas avant 1929, quand une autre bibliothécaire, Clotilde Brière-Misme, notera : "Ce vieillard, auquel son air pensif a valu le nom de 'Philosophe', médite plutôt sur la Sainte Bible que sur un ouvrage de métaphysique. Il vient en tête d'un groupe qui comprend les 'Ermites', les 'Bénédicités', les 'lectures de la Bible' de Dou, de Maes, de Brekelenkamp ou de Staveren, tableaux de genre édifiants qui montrent des dévots dans le cadre familier de la vie". Suivant l'exemple d'Abraham Bredius (1935) dans leurs catalogues respectifs, Kurt Bauch (de)(1966) and Horst Gerson (1968) désignent la figure du vieillard simplement comme représentant un savant (Gelehrter), terme qui revient dans les publications anglo-saxonnes (scholar).
L'orientation de la lecture du sujet vers le Livre de Tobie date d'un article de Jean-Marie Clarke de 1980. Lors de leur désattribution en 1986(voir plus haut), le Rembrandt Research Project réduisent le sujet à une étude de perspective : à sa ré-attribution en 2010, il sera question plutôt d'une étude d'éclairage. Dans leur catalogue raisonné de 1986, le couple Tümpel voit dans cette figuration d'un savant une allégorie de l'hiver (ce que contredit la fenêtre ouverte).

## Interprétations psychologiques, ésotériques et "oculaires"
Malgré l'accent mis sur le thème de la philosophie par le titre traditionnel du tableau, Philosophe en méditation, presque tous les auteurs qui y adhèrent finissent par recouper le « sujet véritable » du tableau - la cécité de Tobie - par le biais du thème de la vision comme métaphore pour l'esprit introspectif, du regard tourné vers l'intérieur.
Une lecture pré-iconographique du tableau (les « formes pures » panofskiennes) et de ses formes « subliminales » dans le registre des vanités (miroir, œil, crâne...) mène Jean-Marie Clarke à interpréter le tableau comme un « mandala » dans le sens jungien, symbole matriciel et archétypal des aspects divers du Moi intégrés dans le Soi. Outre le schéma « Yin-Yang » des zones de lumière et d'obscurité, le schéma concentrique de la composition et la multiplication de formes circulaires, Clarke relève le caractère graphique des motifs : il y a une foule de lignes droites et courbes, celles-ci ordonnant celles-là. Ainsi se réconcilient les deux visions du tableau, celle philosophique et celle se rapportant à l'histoire de Tobie, où le fils restitue la vision du père. À ce propos, Clarke note avec Julius Held que le dessin d'Oxford (Ben. 56) montrant le père de Rembrandt (identifié par l'inscription autographe « HARMAN GERRITs van der Rhijn [sic] ») vers 1630 (l'année de son décès) semble représenter un homme aveugle et dans la même pose que le vieillard du Philosophe. C'est avec l'aide de l'archange Raphaël que Tobie guérit la cécité de son père, ce qui symboliserait Rembrandt voulant donner à son père les yeux pour voir son art. À noter que Raphaël est le prénom d'un des maîtres légendaires de la peinture, une référence absolue à l'époque de Rembrandt, et que les Vies de Giorgio Vasari, dont celle de Raphaël, avaient été traduites en néerlandais dès 1604.
Dans un article de 1980, Clarke note l'impression d'une surface convexe réfléchissante que donne la composition et qu'il assimile au motif de l'œil : « Regardons toujours le 'Philosophe en méditation', mais en prenant un peu de recul. La composition semble flotter, telle une bulle lumineuse, sur un fond d'obscurité ; la fenêtre, prolongée par un voûtain incurvé, ressemble à un reflet déformé par une surface sphérique réfléchissante - tel un miroir convexe... ou encore, tel un œil. Ajoutons, sans pouvoir l'expliquer, que cet œil est même pourvu d'une fovea centralis - le panier circulaire... et d'une tache aveugle, correspondant à la 'sortie' du nerf optique, à droite de la fovea - la partie obscure de l'escalier qui, elle aussi, mène vers un ailleurs intérieur ».
Avec sa lecture systématique et symbolique des motifs principaux, l'écrivain Jean-Pierre Dautin, disciple de Raymond Abellio, propose une interprétation phénoménologique et gnostique du tableau. Sans connaître son sujet « véritable », Dautun en vient quand même à identifier la vision (physique et métaphysique) comme étant le thème profond de la composition : « Si l'on a suivi et intégré cette approche et la désignation de ses sous moments, alors le motif central [le panier circulaire] s'éclaire : il faut le concevoir comme la pupille de cet iris qui ne serait autre que la toile tout entière, le centre de cet œil que constitue, comme cela peut être soudain flagrant, la globalité de lumière qui forme tout le visible du tableau, et qui n'est autre alors, aussitôt, que le tableau d'un regard; ou mieux : le tableau du regard qui voit le sens de ce tableau-regard, c'est-à-dire le regard qui sait se voir regardant, et, se saisissant ainsi tel, sait créer avec la vision de la vision, la vision absolue du monde ».
Dans son ouvrage Neuronale Kunstgeschichte, l'historien de l'art allemand Karl Clausberg a également constaté le caractère « oculaire » de la composition, l'œil étant entendu comme camera obscura. Dans une publication du Louvre de 2010, Clémence Boulouque rapporte l'observation suivante : « A distance, les escaliers en colimaçon me rappelaient l'iris de mon amie, qui ne voyait pas la ressemblance entre le petit cadre et elle. Elle disait que le tableau lui rappelait le regard d'un savant dans le microscope, l'effroi de ce que l'on peut faire des gros plans, d'un œil sous une lentille, d'un homme sous le savoir ».
En tant que commissaire invité du Louvre en 2024, l'artiste allemand Anselm Kiefer a noté dans le texte expliquant son choix de deux tableaux de Rembrandt, l'Autoportrait au chevalet de 1661 et le Philosophe en méditation: "J'ai toujours vu ces teux tableaux ensemble, allant de l'un à l'autre lors de mes visites au Louvre. Le lien n'avait rien à voir avec des raisons de contenu. La rencontre des deux peintures se faisait plutôt sur un niveau formel superficiel : le rond de l'oeil droit de l'autoportrait correspond au rond que forme le tableau du philosophe dans son ensemble... ce rond apparaît comme l'oeil agrandi de l'autoportrait".
Régine Pietra, professeur de philosophie, utilise le tableau de Rembrandt pour illustrer la figure rhétorique de l'hypotypose. Ce faisant, elle rejoint les propos de J.-P. Dautun : « Alors et alors seulement, l'œil et l'esprit, l'œil de l'âme, comme disait Platon, peuvent faire retour comme dans un mouvement spiralique vers son vrai centre ».
Plus récemment, le philosophe et informaticien néerlandais Otto B. Wiersma, a publié sur son site web une réflexion parallèle sur les deux « Philosophes », celui de Rembrandt et celui de Salomon Koninck, qu'il résume ainsi : « Le tableau de Rembrandt Philosophe en méditation (1632, Louvre, Paris) peut être qualifié de méditation picturale sur le miracle de la vision. Un meilleur titre serait Méditation visionnaire, car le tableau attire le regard à plus d'un titre ».

## La fortune critique
Le Philosophe en méditation jouit depuis longtemps d'une grande réputation en France, réputation qui s'étend progressivement à l'échelle mondiale grâce à l'internet. De grands écrivains des XIXe et XXe siècles ont consacré des lignes toujours admiratives sur ce tableau, même à l'époque où il n'était vu « qu'à moitié » à cause de la présence de son pendant. Pour ne citer ici que les auteurs les plus connus.
Jules Michelet (1798-1874) décrit les deux tableaux en détail dans son Journal. Arsène Alexandre cite Michelet en 1894 (sans donner de source) : « Je retourne à mon premier petit philosophe. Ce foyer m'attire. Il est heureux. Pourquoi ?... Dans cette vieillesse austère ?... La vieillesse ainsi est le plus beau des âges et le fruit de tous ».
Aloysius Bertrand (1807-1841), écrit dans la préface de Gaspard de la nuit (1842) : « Rembrandt est le philosophe à barbe blanche qui s'encolimaçonne en son réduit, qui absorbe sa pensée dans la méditation et dans la prière, qui ferme les yeux pour se recueillir, qui s'entretient avec des esprits de beauté, de science, de sagesse et d'amour, et qui se consume à pénétrer les mystérieux symboles de la nature...».
Théophile Gautier (1811-1872) cite le tableau à deux reprises : dans sa critique d'une représentation du Faust  de Goethe en 1856 et dans son Guide de l'amateur du musée du Louvre en 1882.
George Sand (1804-1876) consacre une note d'une page au tableau dans son roman Consuelo (1861) : « Quoi ! sans couleurs, sans formes, sans ordre et sans clarté, les objets extérieurs peuvent-ils, me dira-t-on, revêtir un aspect qui parle aux yeux et à l'esprit ? Un peintre seul pourra me répondre : Oui je comprends. Il se rappellera le Philosophe en méditation de Rembrandt : cette grande chambre perdue dans l'ombre, ces escaliers sans fin, qui tournent on ne sait comment...». Abordant le thème du « clair-obscur du psychisme », Gaston Bachelard cite ces lignes de George Sand dans son dernier ouvrage, La Flamme d'une chandelle (1961) : « En fait, c'est là un problème qui me tourmente depuis vingt ans que j'écris des livres sur la Rêverie. Je ne sais même pas mieux l'exprimer que le fait George Sand dans sa courte note».
Marcel Proust (1871-1922) écrit deux essais, Chardin et Rembrandt, en 1895, n'évoquant les philosophes que dans celui sur Chardin : « Avec Rembrandt la réalité même sera dépassée. Nous comprendrons que la beauté n'est pas dans les objets, car sans doute alors elle ne serait pas si profonde et si mystérieuse. Nous verrons les objets n'être rien par eux-mêmes, orbites creux dont la lumière est l'expression changeante, le reflet prêté de la beauté, le regard divin. Nous verrons dans Les Deux Philosophes, par exemple, la lumière déchirante rougir un fenêtre comme un four... À cette heure-là nous sommes tous comme le philosophe de Rembrandt ». Plus tard, Lucien Daudet, se remémorant les visites faites au Louvre en compagnie de Proust, écrit : « Je me rappelle ainsi de longues stations devant les deux Philosophes de Rembrandt, les différences ingénieuses et captivantes que Marcel Proust découvrait et m'expliquait entre l'un et l'autre : et, de même que dans son œuvre, rien de pédant, rien d'abstrait non plus ».
Charles-Ferdinand Ramuz (1878-1947 ) évoque les deux Philosophes dans ses Notes du Louvre en 1903 : « Ces vies recluses, obscures, méditatives, ces pensées enroulées dans l'ombre dont un instant éclate au jour tentaient particulièrement Rembrandt. Cette peinture menace de devenir purement philosophique (à un sens particulier du mot) les formes ni les couleurs ne retiennent plus, tout est dans l'intensité de la passion intellectuelle, et sentimentale ».
Paul Valéry (1871-1945) consacre en 1926 une longue page aux « petits philosophes de Rembrandt » que l'anthologie littéraire de Lagarde et Michard a fait connaître (avec une reproduction couleurs du tableau) à des générations de lycéens et lycéennes : « J'ai longtemps rêvé autrefois à cet art subtil de disposer d'un élément assez arbitraire afin d'agir insidieusement sur le spectateur, tandis que son regard est attiré et fixé par des objets nets et reconnaissables... Cette géographie de l'ombre et de la lumière est insignifiante pour l'intellect; elle est informe pour lui, comme lui sont informes les images de continents et des mers sur la carte; mais il perçoit ce que l'esprit ne sait définir; et l'artiste, qui est dans le secret de cette perception incomplète, peut spéculer sur elle, donner à l'ensemble des lumières et des ombres quelque figure qui serve ce dessein, et en somme une fonction cachée, dans l'effet de l'œuvre ».
Le peintre néerlandais installé à Paris Kees van Dongen (1877-1968) note en 1927 : « Rembrandt, pendant ses séances de pose, pense à faire un beau tableau, il peint les Philosophes ».
Dans « Le Chemin dans l'Art », une communication faite au IIe Congrès international d'esthétique et de science de l'art en 1937, Paul Claudel (1868-1955) conclut : « Ce chemin qui a servi autrefois à entraîner l'Enfant prodigue et à le dissiper du côté de l'horizon, le Philosophe de Rembrandt l'a replié en lui-même, il en a fait cet escalier cochléaire, cette vis qui lui sert à descendre pas à pas jusqu'au fond de la méditation ».
Enfin, citons l'auteur anglophone Aldous Huxley (1894-1963), qui évoque le tableau dans son recueil d'essais Les Portes de la perception paru en 1954 : « D'ordinaire, le sujet apparent des tableaux de Rembrandt est tiré de la vie quotidienne ou de la Bible... Cependant, ces messages de l'Autre Monde sont parfois transcrits au moyen d'un sujet tiré du monde des images archétypales. Il y a au Louvre une Méditation du Philosophe dont le sujet symbolique n'est rien de moins que l'esprit humain, avec ses ténèbres grouillantes, ses instants d'illumination intellectuelle et visionnaire, ses escaliers mystérieux s'élevant ou s'enfonçant dans l'inconnu ».